# ゲバリア
ゲバリア（Gevalia）はスウェーデンのコーヒー焙煎業者。本社はイェヴレ（Gävle、ラテン語でGevalia）に所在する。現在はクラフトフーズ社の傘下企業である。

## 概要
ゲバリアは1920年に貿易会社のヴィクトル・テオドール・エングヴァル社（Victor Theodor Engwall & Co.）によりスウェーデンで設立された。50年間同族経営を続けてきたが、1971年にクラフトコ・コーポレーション（当時）に売却された。
ゲバリアは毎年40,000トンのコーヒーを生産しており、そのほとんどがスウェーデン、デンマークとバルト諸国で売られるが一部はアメリカ合衆国へ輸出されている。
ゲバリアは1983年に北アメリカで通信販売を始めた。同社はおそらくコーヒーメーカーの無料提供やコーヒー関連商品のインセンティブで最も知られている企業である。これらは雑誌広告、ダイレクトメール、テレビコマーシャルで告知されていたが、後にオンライン広告に取って代わられた。これらのGevalia.comの広告の幾つかは2005年にハイパータッチ社から提訴される根拠になった。
ゲバリアは北ヨーロッパではスーパーマーケットで取り扱われるのが主流であるが、アメリカ合衆国では高価な超高級ブランドであり、スウェーデン王室御用達のコーヒー焙煎業者でもあった。ゲバリアは個別のプレミアムコーヒーの販売と同様に箱単位でのプレミアムコーヒーの提供するオフィスコーヒーサービスも行っている。 
ゲバリアはクラフト社で開発されたタッシモ（Tassimo） コーヒーメーカーのアメリカ合衆国での主要な取扱いコーヒーブランドである。

## コーヒーと紅茶
2007年2月現在、Gevalia.comによるとゲバリアは40種類以上のコーヒーと紅茶を提供している。これらのコーヒーの大部分はケニア、グアテマラ、コロンビア、コスタリカ産のアラビカ種である。ゲバリア・カフェ（Gevalia Kaffe）は最高6種類のこれらのアラビカ豆を高品質なブラジル豆と共に用いて酸味のバランスのとれた複雑で印象深い風味をつくりだしている、また、注目を集めています。

## 広告に関する論争と訴訟
2005年にクラフト社はISPのハイパータッチ社（Hypertouch）から、ISP利用者に対してゲバリア・コーヒー・ブランドのスパムを繰り返し送りつけた件で、2003年・猥褻物と広告の無承認発信を規制する法律(CAN-SPAM Act of 2003)に則って提訴された。両者は和解に合意し、提訴は取り下げられた。